# Lâm Nhất
Lâm Nhất (tiếng Trung: 林一; bính âm: Lín Yī, sinh ngày 11 tháng 1 năm 1999) là một nam diễn viên, người mẫu người Trung Quốc. Anh nổi tiếng với vai diễn Cố Vị Dịch trong bộ phim chiếu mạng Gửi thời thanh xuân ấm áp của chúng ta.

## Tiểu sử và sự nghiệp
Lâm Nhất sinh ngày 11 tháng 1 năm 1999 tại Hà Bắc, Trung Quốc. Hiện anh đang theo học tại Đại học Thể thao Bắc Kinh, chuyên ngành Khiêu vũ. Khi Lâm Nhất vẫn đang học năm nhất đại học cậu được người quản lý phát hiện và ký hợp đồng với Hãng Phim Đường Nhân. Kể từ đó, anh được đào tạo chuyên nghiệp về vũ đạo và biểu diễn ở nước ngoài.
Lâm Nhất chính thức gia nhập ngành diễn xuất vào năm 2017 với bộ phim Đảo Hy Vọng đồng thời đảm nhận vai phụ cho một số bộ phim truyền hình khác. Đến năm 2019 tên tuổi của của anh được biết đến rộng rãi với vai diễn Cố Vị Dịch trong bộ phim chiếu mạng Gửi thời thanh xuân ấm áp của chúng ta.

## Tác phẩm

### Phim điện ảnh
| Năm  | Tiêu đề           | Tiêu đề tiếng Trung | Vai diễn   | Ref   |
| ---- | ----------------- | ------------------- | ---------- | ----- |
| 2020 | Đảo Hy vọng       | 希望岛              |            | [ 6 ] |
| 2022 | Tình Bạn Một Tuần | 一周的朋友          | Từ Hữu Thụ |       |

### Phim bộ truyền hình
| Năm  | Tiêu đề                                | Tiêu đề tiếng Trung | Vai diễn      | Nền tảng phát sóng     | Ref    |  |
| ---- | -------------------------------------- | ------------------- | ------------- | ---------------------- | ------ |  |
| 2019 | Gửi thời thanh xuân ấm áp của chúng ta | 致我们暖暖的小时光  | Cố Vị Dịch    | Tencent                | [ 7 ]  |  |
| 2021 | Linh lung                              | 玲珑                | Nguyên Nhất   | Tencent                | [ 8 ]  |  |
| 2021 | Thời Gian Lương Thần Mỹ Cảnh           | 良辰美景好时光      | Lục Cảnh      | Tencent iQiyi Youku    | [ 9 ]  |  |
| 2022 | Ngõ nhỏ                                | 胡同                |               | CCTV8 Tencent Mango TV | [ 10 ] |  |
| 2022 | Thời đại mới của chúng ta              | 我们这十年          |               | Tencent iQiyi Mango TV |        |  |
| 2022 | Xưa kia có ngói lưu ly                 | 昔有琉璃瓦          | Trịnh Tố Niên | Youku                  |        |  |
| 2023 | Chệch quỹ đạo                          | 电视剧脱轨          | Kỳ Liên       | Youku                  |        |  |
| 2024 | Đừng rung động vì anh                  | 别对我动心          | Cố Tầm        | Youku                  |        |  |
| 2024 | Cảm ơn em đã sưởi ấm anh               | 谢谢你温暖我        | Lâm Thác      | WeTV, iQIYI            |        |  |
| 2024 | Thất Tiếu                              | 失笑                | Lương Đại Văn | Tencent,WebTV          |        |  |
| 2025 | Suỵt nhà vua đang ngủ đông             | 嘘国王在冬眠        | Thiện Sùng    | Youku                  |        |  |

## Giải thưởng và đề cử
| Năm  | Giải thưởng                                                     | Hạng mục                                                      | Phim                                   | Kết quả   | Tham khảo |
| ---- | --------------------------------------------------------------- | ------------------------------------------------------------- | -------------------------------------- | --------- | --------- |
| 2019 | Giải Hoa Đỉnh lần thứ 26                                        | Nam diễn viên chính xuất sắc nhất (phim truyền hình hiện đại) | Gửi thời thanh xuân ấm áp của chúng ta | Đoạt giải | [ 11 ]    |
| 2019 | Golden Bud - Liên hoan phim chiếu mạng và truyền hình lần thứ 4 | Diễn viên mới xuất sắc nhất                                   | Gửi thời thanh xuân ấm áp của chúng ta | Đề cử     | [ 12 ]    |
| 2019 | Tencent Video All Star Awards                                   | Nghệ sĩ trẻ của năm                                           |                                        | Đề cử     | [ 13 ]    |